# 樺山忠助
樺山 忠助（かばやま ただすけ）は、戦国時代の武将。和歌を好み、犬追物の達者であった。
天正元年（1573年）、島津氏に降伏した大隅国の禰寝重長が肝付氏に攻められた際、これを救うべく出陣、肝付氏を西俣に破り功を為した。同3年（1575年）に犬追物が行われた際、忠助は射手として11匹を射る程の活躍を見せ、その腕前から毎年の犬追物での射手となり、天正4年（1576年）に琉球の使者を饗応する犬追物での射手も務めた。同年、伊東氏の高原城攻めにも出陣、その後、日向国穆佐（現・宮崎市高岡町）の地頭に任じられる。但し耳川の戦いの頃に穆左は嫡子の規久に任せ、自身は大隅の堅利に住んだ。
天正12年（1584年）の岩屋城攻めにも出陣、忠助は大石に兜を砕かれ、矢玉による無数の傷を負いながらも奮戦し、ようやくこれを落としたが、その退き陣の際に病を得て堅利へと戻った。但し数カ月後に治癒すると再び豊後攻めへと戻り功を為した。
慶長14年（1609年）に出水にて病没。
樺山忠助の妹が島津家久の妻であることから戸次川の戦いなど家久と行動することも多く、『樺山紹劔自記』において「島津義弘が家久の戦功を妬む様は総大将に相応しい振る舞いではない」と、島津四兄弟の中にも諍いがあったことをうかがわせる記述を残している。